# Дворжак, Богуслав
Богуслав Дворжак (чеш. Bohuslav Dvořák; 30 декабря 1867, Прага — 16 февраля 1951, Левинске Олешнице) — чешский художник.

## Жизнь и творчество
Изучал живопись в классе пейзажа Юлиуса Маржака пражской Академии художеств в период между 1889 и 1897 годами. С удовольствием участвовал в плэнерах, выездах на природу «на эскизы», организуемые его учителем. В художественном отношении наиболее близко к нему стояли его однокашники-студенты Антонин Славичек и Франтишек Каван, с которыми Дворжака связывали также дружеские отношения.
Наиболее значительные работы Б. Дворжака заключались в оформлении здания пражского Национального музея на рубеже XIX—XX столетий — заказ на них получил ещё Юлиус Маржак в 1895 году, однако ввиду тяжёлой болезни не смог его самостоятельно выполнить. Совместно с дочерью Маржака, Жозефиной (Пепой) Маржаковой, Б. Дворжак создавал настенную живопись на темы из чешской истории. Художник был одним из выдающихся учеников Ю. Маржака, писал в реалистическом стиле. Известен также своими изображениями растений и грибов.